# Božidar Maljković
Božidar "Boža" Maljković, cyr. Божидар Божa Маљковић (ur. 20 kwietnia 1952 w Otočacu) – jugosłowiański koszykarz i trener.
Od maja 2017 przewodniczący komitetu olimpijskiego Serbii.

## Kariera zawodnicza
Maljković swoją koszykarską karierę zakończył, zanim na dobre się ona rozpoczęła. Kiedy miał 19 lat, zdecydował się zakończyć treningi i zacząć nowy etap swoim życiu, poświęcony jednak wciąż koszykówce.

## Kariera trenerska
Z miejsca został trenerem regionalnego Usce Belgrad, gdzie wcześniej trenował koszykówkę. Zespół ten prowadził od 1971 roku do końca sezonu 1978/79. Potem odszedł do miejscowego KK Radnicki, gdzie pomagał Bratislavowi Djordjeviciowi. Po roku zastąpił go, po czym trafił do renomowanej Crvenej zvezdy. Tam pierwszym szkoleniowcem był Ranko Zeravica, któremu Maljković pomagał przez następne pięć lat.
Przełom w jego karierze trenerskiej nastąpił w 1986 roku, gdy pojawiła się oferta ze Splitu. Miejscowa Jugoplastika zamierzała zwojować europejskie parkiety, a Maljković miał poprowadzić zdolną młodzież ku sukcesom. Cel został osiągnięty, bo Jugoplastika za czasów Maljkovicia osiągnęła najlepsze wyniki w swojej historii. Przez cztery lata Maljković pracował z przyszłym gwiazdami europejskiej i światowej koszykówki, a byli to m.in. Toni Kukoč, Dino Rađa, Zoran Savić, Duško Ivanović, Žan Tabak, Aramis Naglić i Petar Naumoski.
Wszystko rozpoczęło się od mistrzostwa i pucharu Jugosławii w 1988, a rok i dwa lata później zespół ze Splitu miał na koncie po trzy mistrzostwa i puchary kraju, jeden superpuchar i, co najcenniejsze, dwukrotne zwycięstwo w najważniejszych europejskich rozgrywkach - Pucharze Europy (obecnie Euroliga).
Za drugim razem (1990) jego Jugoplastika w finale pokonała hiszpańską Barcelonę, do której odszedł kilka miesięcy później. Oba zespoły spotkały się w finale euroligowych rozgrywek już rok później, ale tym razem Maljković był po drugiej stronie barykady i z nowym zespołem musiał uznać wyższość swoich byłych podopiecznych. Jugoplastika zatem, już bez niego, wygrała po trzeci z rzędu europejskie rozgrywki koszykarskie.
Maljković się jednak tym nie załamał i skoro nie wyszło mu w Barcelonie, to spróbował swoich sił gdzie indziej. Odszedł do Francji, gdzie przez trzy lata pracował w CSP Limoges - były to obfite w sukcesy sezony, bo jego drużyna, w składzie której był m.in. Słoweniec Jure Zdovc, wygrała w 1993 roku Euroligę, a na krajowym podwórku trzykrotnie sięgnęła po mistrzostwo i puchar Francji.
Tak liczne sukcesy dostrzeżono w greckim Panathinaikosie Ateny tym bardziej, że prowadzone przez Maljkovicia Limoges sięgnęło po Puchar Europy, wygrywając w wielkim finale z odwiecznym rywalem Koniczynek' – Olympiakosem Pireus. Jugosłowiański szkoleniowiec nie wahał się ani chwili i podpisał dwuletnią umowę.
W Atenach powiodło mu się tylko w pierwszym sezonie, kiedy PAO było bliskie zdobycia poczwórnej korony. Mimo że Dominique Wilkins, Panajotis Janakis, Frangiskos Alwertis, Stojko Vranković, John Korfas i Nikos Ekonomou na szyi powiesili jedynie srebrne medale mistrzostw Grecji (lepsi byli rywale z Pireusu 3:2 po pięciu meczach), to zdobyli puchar Grecji, w Europie - Euroligę, a w Świecie Puchar Interkontynentalny.
Potem Maljković pracował w Hiszpanii – w Unicai Malaga i Realu Madryt. Z tymi pierwszymi zdobył w 2001 roku Puchar Koracia (choć już rok wcześniej grał z nimi w finale), a w 2002 wicemistrzostwo Hiszpanii. Trzy lata później jednak to sobie odrobił, wygrywając rozgrywki ACB z Realem, dla którego był to tytuł po sześciu latach przerwy.
Za to dla Maljkovicia był to ostatni sukces na ławce trenerskiej w karierze. Potem, mimo że przejął TAU Ceramikę w połowie sezonu, był często krytykowany, przez co pracował w Vitorii tylko pół roku. Obecnie jest dyrektorem sportowym w KK Crvena Zvezda.

## Sukcesy trenerskie
Klubowe
| - Jugoplastika - mistrz Euroligi w 1989, 1990 - mistrz Jugosławii w 1988, 1989, 1990 - zdobywca Pucharu Jugosławii w 1988, 1989, 1990 - zdobywca Superpucharu Jugosławii w 1990 - CSP Limoges - mistrz Euroligi w 1993 - mistrz Francji w 1993, 1994 - zdobywca Pucharu Francji w 1994, 1995 | - FC Barcelona - zdobywca Pucharu Hiszpanii w 1991 - Finalista Euroligi w 1991 - Panathinaikos BC - mistrz Euroligi w 1996 - wicemistrz Grecji w 1996 - zdobywca Pucharu Grecji w 1996 - zdobywca Pucharu Interkontynentalnego w 1996 | - Unicaja Malaga - zdobywca Pucharu Koracia w 2001 - zdobywca Pucharu Andaluzji w 2001, 2003 - wicemistrz Hiszpanii w 2002 - Finalista Pucharu Koracza w 2000 - Real Madryt - mistrz Hiszpanii w 2005 - finalista Pucharu Hiszpanii w 2005 |  |

Wyróżnienia
- Trener Roku w Jugosławii w 1988, 1989, 1990 (Jugoplastika)
- Trener Roku w Europie w 1989, 1990 (Jugoplastika), 1993 (CSP Limoges), 1996 (Panathinaikos BC)
- Trener Roku we Francji 1993, 1994 (CSP Limoges)